# Willem III van Provence
Willem III van Provence (-1038) was een zoon van Rotbold III van Provence en van Ermengard. Hij volgde zijn vader op als graaf van Provence. In 1032 deed hij een belangrijkste schenking aan de abdij van Cluny. Willem was gehuwd met Lucia, maar verder is weinig gekend over hem.

## Voorouders[bron?]
| Voorouders van Willem III van Provence | Voorouders van Willem III van Provence                          | Voorouders van Willem III van Provence                          | Voorouders van Willem III van Provence                        | Voorouders van Willem III van Provence                        | Voorouders van Willem III van Provence           | Voorouders van Willem III van Provence           | Voorouders van Willem III van Provence           | Voorouders van Willem III van Provence           |
| -------------------------------------- | --------------------------------------------------------------- | --------------------------------------------------------------- | ------------------------------------------------------------- | ------------------------------------------------------------- | ------------------------------------------------ | ------------------------------------------------ | ------------------------------------------------ | ------------------------------------------------ |
| Overgrootouders                        | Bosso II van Arles (910-966) ∞ Constance van Vienne (~925-~964) | Bosso II van Arles (910-966) ∞ Constance van Vienne (~925-~964) | ? (-) ∞ ? (-)                                                 | ? (-) ∞ ? (-)                                                 | ? (-) ∞ ? (-)                                    | ? (-) ∞ ? (-)                                    | ? (-) ∞ ? (-)                                    | ? (-) ∞ ? (-)                                    |
| Grootouders                            | Rotbold II van Provence (~940-1008) ∞ Emilde van Gévaudun (-)   | Rotbold II van Provence (~940-1008) ∞ Emilde van Gévaudun (-)   | Rotbold II van Provence (~940-1008) ∞ Emilde van Gévaudun (-) | Rotbold II van Provence (~940-1008) ∞ Emilde van Gévaudun (-) | ? (-) ∞ ? (-)                                    | ? (-) ∞ ? (-)                                    | ? (-) ∞ ? (-)                                    | ? (-) ∞ ? (-)                                    |
| Ouders                                 | Rotbold III van Provence (-1015) ∞ Ermengard (-)                | Rotbold III van Provence (-1015) ∞ Ermengard (-)                | Rotbold III van Provence (-1015) ∞ Ermengard (-)              | Rotbold III van Provence (-1015) ∞ Ermengard (-)              | Rotbold III van Provence (-1015) ∞ Ermengard (-) | Rotbold III van Provence (-1015) ∞ Ermengard (-) | Rotbold III van Provence (-1015) ∞ Ermengard (-) | Rotbold III van Provence (-1015) ∞ Ermengard (-) |